# Bar Loebel Monasch
Bar Loebel Monasch (ur. w 1801, zm. w 1879) – żydowski drukarz z Krotoszyna, autor pamiętnika pt. Lebenserinnerungen. 
Był dziadkiem australijskiego generała Johna Monasha, który jest patronem Uniwersytetu Monasha, największej australijskiej uczelni. 